# Олаф, Эрвин
Эрвин Олаф Спрингвелд (нидерл. Erwin Olaf Springveld; 2 июля 1959, Хилверсюм, Северная Голландия — 20 сентября 2023, Гронинген) — голландский фотограф. Известен как своими коммерческими, так и персональными работами.

## Биография
Сначала Эрвин Олаф хотел стать журналистом и посещал школу журналистики в Утрехте. Однако позже он переключил внимание на современное искусство, занимался оформлением театральных и оперных постановок, вместе с Рэмом Колхаасом построил туалет в Гронингене.
С 1996 года Олаф начал заниматься фотографией. В список его клиентов вошли Campbell's, Levi's, Diesel, Lavazza, Hennessy, Heineken, Nokia, Microsoft. Однако он так и не сосредоточил своё внимание целиком на коммерческом секторе. В 2000 году как бы в противопоставление своей коммерческой деятельности он сделал провокационную серию «Жертвы моды», в которой раздетые люди изображены с надетыми на голову пакетами известных брендов.
В 2001 году в прессе разгорелся скандал по поводу другой его известной серии: «Королевская кровь», посвящённой погибшим представителям королевских фамилий. Наибольший резонанс вызвала фотография принцессы Дианы, на руке которой можно увидеть логотип той самой машины, на которой она разбилась, стараясь скрыться от фотографов.
Олаф умер 20 сентября 2023 года в возрасте 64 лет в результате длительной эмфиземы через несколько недель после трансплантации лёгких. Впервые диагноз был поставлен ему в 1996 году, а в 2009-м Эрвин посвятил своей болезни серию автопортретов.

## Награды
- Рыцарь ордена Нидерландского льва (2019).
- Золотая Почётная медаль искусств и наук[нидерл.] (2023, Нидерланды)[8].

## Изображения

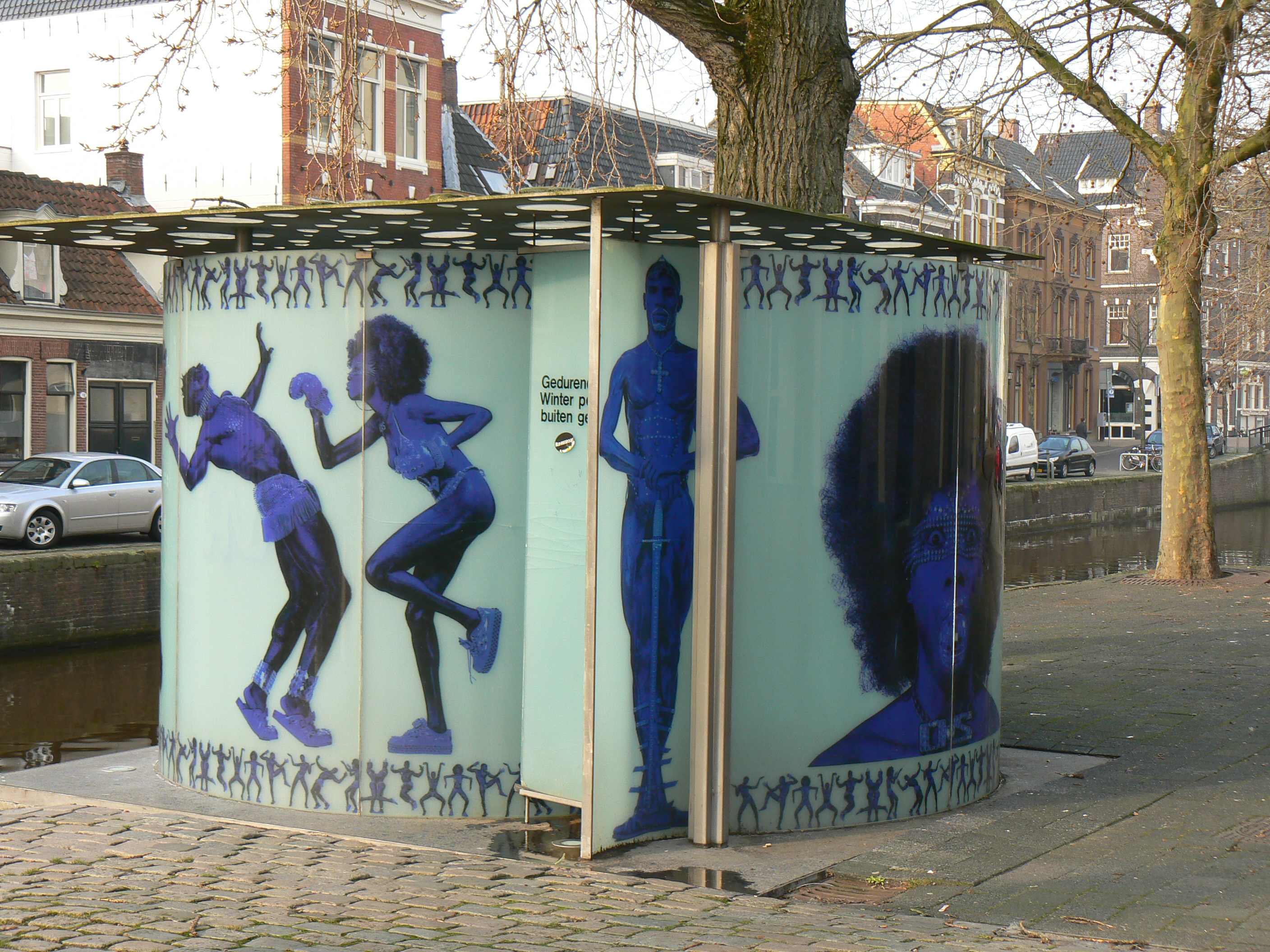
Уличный туалет, построенный Олафом и Колхаасом